# Теория подковы

Теория подковы утверждает, что ультралевые и ультраправые на самом деле ближе друг к другу, чем к представителям политического центра

Теория подковы ― теория в политологии, которая утверждает, что ультралевые и ультраправые на самом деле не являются антагонистами и не находятся на противоположных концах линейного политического спектра, а во многом походят друг на друга, напоминая концы подковы. Автором теории является французский писатель и философ Жан-Пьер Фэй.

## Происхождение термина
Концепция, если не название, появилась ещё в 1850-х годах, как в этом замечании Бейярда Тейлора о двух французских путешественниках, которых он встретил в Бейруте:
В разгар [дебатов] я был поражен сердечностью, с которой монархист и социалист объединились в своих осуждениях Англии и английских законов. Когда они сидели бок о бок, изливая анафемы на «вероломный Альбион», я не мог удержаться от восклицания : «Voilà, comme les extrêmes se rencontrent!» {«Смотрите, как сходятся крайности!»}
Впервые термин был употреблён в книге Жан-Пьера Фэя Le Siècle des idéologies, вышедшей в 2002 году. Теория была сформулирована под влиянием трудов Липсета, Белла и других учёных «плюралистической школы».

## Современное использование
В 2006 году термин был использован в израильских СМИ при сравнении враждебного отношения к евреям, проявляемого как со стороны крайне правых, так и со стороны крайне левых.
В одном из своих эссе Йозеф Йоффе, аналитик из Roland Berger Strategy Consultants, которая является одной из крупнейших компаний в сфере стратегического консалтинга в мире, писал следующее:

Справится ли глобализация со всё нарастающими проблемами? Незаметное восстание против глобализации на самом деле предшествовало кризису 2008 года. По всему Западу популизм начал проявлять своё лицо ещё в середине 2000-х. Наглядными примерами к этому являются Германия и Австрия, где популистские партии приобрели большое количество голосов под лозунгами изоляционизма, протекционизма и перераспределения национального богатства. В Германии это был левый популизм («Die Linke»); в Австрии же, наоборот, крайне правые партии набрали около 30 % на выборах 2008 года. Вместе левые и правые иллюстрируют «теорию подковы» в современной политике: её сгибают так, что концы почти что соприкасаются.
В статье 2018 года для Eurozine «Какова правость левых?» политолог Кирилл Ткаченко изложил своё мнение о том, что недавно между обеими крайностями в Украине появилось общее дело. Он сказал:
«Стремление к общей политической повестке дня — это тенденция, заметная на обоих краях политического спектра. Хотя это явление проявляется в основном в совпадениях, связанных с содержанием, я полагаю, что есть веские основания называть его красно-коричневым альянсом. Его общность основана на общем антилиберальном негодовании. Конечно, между крайне левыми и крайне правыми остаются ощутимые различия. Но мы не должны недооценивать опасности, которые уже представляют эти пересечения левых и правых, а также то, что мы можем потерять, если вызванная негодованием реакция станет мейнстримом.»

В статье Reason 2021 года «Давайте поиграем в теорию подковы» Кэтрин Мангу-Уорд, главный редактор американского либертарианского журнала, написала: 
«Теория [подковы] обычно используется для объяснения того, почему коммунисты и фашисты 20-го века, казалось, имели так много общего, хотя, вероятно, она возникла ещё до прошлого века. Но в Соединённых Штатах в 2021 году действует более мягкая версия этого железного закона, когда левоцентристы и правоцентристы смутно сходятся в пользу дорогостоящей авторитарной политики, которая выглядит удивительно похожей, несмотря на их предположительно противоположные цели. Всё ещё подкова, но больше похожая на один из маршмэллоу, которые можно найти в вазочках с [сухим завтраком] Lucky Charms.»

## Объяснение теории и конкретные примеры
Одним из обоснований «теории подковы», сделанных с либеральной позиции, можно считать наблюдения Фридриха фон Хайека, изложенные им в книге «Дорога к рабству». Беря в качестве примера политическую жизнь Германии и Италии между двумя мировыми войнами, Хайек утверждает, что взаимная ненависть коммунистов и фашистов, хотя и чаще, чем с другими течениями, вступавших в столкновения друг с другом, обусловлена тем, что они боролись друг с другом за один и тот же тип сознания: «Главным врагом, с которым они не могли иметь ничего общего и которого не надеялись переубедить, был для обеих партий человек старого типа, либерал. Если для коммуниста нацист, для нациста коммунист и для обоих социалист были потенциальными рекрутами, то есть людьми, неправильно ориентированными, но обладающими нужными качествами, то с человеком, который по-настоящему верит в свободу личности, ни у кого из них не могло быть никаких компромиссов».
Аналогия подковы использовалась для описания штрассеристской идеологии Чёрного фронта. Корни фашистских идеологий Италии, Франции, Испании и Португалии, уходят в объединение национализма с социализмом, а порой и монархизмом (см. национал-синдикализм). Антикапиталистические мотивы были ясно видны и в идеологии Железной гвардии.
В российской политической жизни обоснование справедливости «теории подковы» можно видеть в бытовавшем в политической жизни 90-х годов в России термине «красно-коричневые», объединяющем людей крайне левых (коммунисты) и крайне правых (радикальные монархисты и другие группировки) взглядов, в равной степени активно выступавших против либерализма, «прозападного курса» и соответствующих экономических и политических преобразований. 19 августа 1991 года Жириновский как лидер ЛДПСС публично поддержал ГКЧП. Во время Событий сентября — октября 1993 года в Москве члены РНЕ защищали Верховный Совет. Сюда же можно отнести и возникновение в постсоветской России радикальной партии с «гибридной» коммунистическо-националистической идеологией и соответствующим названием «национал-большевистская».